# Stefano Bettarini
Stefano Bettarini (Forlì, 6 febbraio 1972) è un personaggio televisivo ed ex calciatore italiano, di ruolo difensore.

## Biografia
Nato a Forlì da Mauro e Nice, Stefano Bettarini trascorre l'infanzia tra Buonconvento e Siena, città d'origine dei genitori.
Dal 1998 al 2008 è stato sposato con Simona Ventura, da cui ha avuto due figli. La coppia si è separata nel 2004 e ha divorziato nel 2008. Nel 2024 ha dichiarato che la separazione è avvenuta in seguito a un tradimento della Ventura, che lui aveva scoperto ingaggiando un investigatore privato. Dal 2018 vive con la fashion blogger Nicoletta Larini.
Esordisce in televisione nel 2005, da "inviato", nella 2ª edizione del reality La talpa. Nel 2009 partecipa alla campagna pubblicitaria di Eminflex. Nel 2016 partecipa al Grande Fratello VIP, classificandosi al quarto posto, venendo eliminato con il 63% dei voti. Nel 2018 partecipa, insieme alla compagna Nicoletta, alla prima edizione del programma Temptation Island VIP (condotta dall'ex moglie Simona Ventura). Nel 2019 partecipa, come concorrente, a L'isola dei famosi (condotto da Alessia Marcuzzi) venendo eliminato in semifinale con il 17% dei voti in positivo. Nel 2020 è nuovamente concorrente al Grande Fratello VIP, entrando al giorno 54 nella quinta edizione del reality Mediaset. Viene squalificato il giorno 57.

## Caratteristiche tecniche
Terzino sinistro di spinta – abbinava una discreta tecnica individuale a eccellenti mezzi fisici –, Bettarini era abile a svolgere entrambe le fasi di gioco. A Firenze, sotto la guida tecnica di Alberto Malesani, venne adattato a esterno di centrocampo nel suo 3-4-3.

## Carriera

### Club
Nato nel settore giovanile prima dello Staggia Senese e poi dell'Inter, esordisce in Serie C1 nel 1991-1992 con il Baracca Lugo e in Serie B nel 1992-1993 con la Lucchese, nella quale disputa complessivamente tre stagioni inframezzate da un anno alla Salernitana. Nel 1996-1997 passa al Cagliari in Serie A, esordendo l'8 settembre 1996 in Cagliari-Atalanta 2-0.
Nel 1997 si trasferisce alla Fiorentina per 3,5 miliardi di lire, prima di passare al Bologna, al Venezia e, a settembre 2002, alla Sampdoria. L'anno successivo i rapporti con la Sampdoria si guastano anche per il coinvolgimento del difensore in uno scandalo-scommesse, relativo alla partita Modena-Sampdoria del 25 aprile 2004, in seguito al quale viene squalificato per cinque mesi; nel giugno 2013 il giocatore è stato assolto perché il fatto non sussiste.
Nel gennaio 2005 passa al Parma, dove gioca solo otto volte in campionato. Dopo l'esperienza parmigiana, si ritira. A ottobre 2010 è tesserato calciatore al ChievoVerona nell'ambito di un'operazione promozionale che prevede anche la partecipazione ad alcune gare della squadra. Non è mai sceso in campo e il progetto è rimasto teorico.

### Nazionale
Esordisce in Nazionale il 18 febbraio 2004 - all'età di 32 anni - sotto la guida di Giovanni Trapattoni, in occasione dell'amichevole disputata a Palermo contro la Rep. Ceca. Prende parte all'incontro da titolare, venendo sostituito al 34' della ripresa per far spazio a Giuseppe Pancaro.

## Procedimenti giudiziari

### Calcioscommesse
Il 1º giugno 2011 è indagato dalla squadra mobile di Cremona nell'ambito di un'inchiesta su scommesse illegali nel calcio e sospetta manipolazione di risultati di gare di Serie A, Serie B, Lega Pro, che coinvolge, tra gli altri, l'ex giocatore della Lazio e della Nazionale Beppe Signori, il capitano dell'Atalanta Cristiano Doni e il difensore dell'Ascoli Vittorio Micolucci.
Il 26 luglio 2011 Bettarini è deferito per violazione dei principi di lealtà sportiva e del divieto di scommesse e del relativo obbligo di denuncia, dalla procura federale della FIGC, in particolare per aver «posto in essere un'illecita attività finalizzata a scommettere su gare dall'esito sicuro e [...] effettuato o concorso a effettuare scommesse» sulle gare Atalanta-Piacenza del 19 marzo 2011, Inter-Lecce del 20 marzo 2011, Siena-Sassuolo del 27 marzo 2011. Per le prime due gare, l'accusa è anche d'aver giocato presso soggetti non autorizzati a ricevere scommesse sportive. Durante il processo, patteggia in primo grado una pena di 14 mesi di squalifica.
Il 9 febbraio 2015 la procura di Cremona termina le indagini e formula per lui l'accusa di associazione per delinquere. Il pentito Hristiyan Ilievski, capo dalla banda che combinava le partite, nell'interrogatorio del 28 aprile seguente accusa Bettarini di aver combinato alcune partite per conto di una squadra di Serie A.
Nel luglio 2019 il tribunale di Bologna ha dichiarato estinta l'accusa di partecipazione ad associazione per delinquere per Bettarini e per altri 25 imputati.

## Statistiche

### Presenze e reti nei club
| Stagione          | Squadra           | Campionato        | Campionato | Campionato | Coppe nazionali | Coppe nazionali | Coppe nazionali | Coppe continentali | Coppe continentali | Coppe continentali | Altre coppe | Altre coppe | Altre coppe | Totale | Totale |
| Stagione          | Squadra           | Comp              | Pres       | Reti       | Comp            | Pres            | Reti            | Comp               | Pres               | Reti               | Comp        | Pres        | Reti        | Pres   | Reti   |
| ----------------- | ----------------- | ----------------- | ---------- | ---------- | --------------- | --------------- | --------------- | ------------------ | ------------------ | ------------------ | ----------- | ----------- | ----------- | ------ | ------ |
| 1991-1992         | Baracca Lugo      | C1                | 24         | 2          | CI-C            | 0               | 0               | -                  | -                  | -                  | -           | -           | -           | 24     | 2      |
| 1992-1993         | Lucchese          | B                 | 8          | 0          | CI              | 0               | 0               | -                  | -                  | -                  | -           | -           | -           | 8      | 0      |
| 1993-1994         | Lucchese          | B                 | 20         | 0          | CI              | 1               | 0               | -                  | -                  | -                  | -           | -           | -           | 21     | 0      |
| 1994-1995         | Salernitana       | B                 | 5          | 0          | CI              | 0               | 0               | -                  | -                  | -                  | -           | -           | -           | 5      | 0      |
| 1995-1996         | Lucchese          | B                 | 34         | 2          | CI              | 2               | 0               | -                  | -                  | -                  | -           | -           | -           | 36     | 2      |
| Totale Lucchese   | Totale Lucchese   | Totale Lucchese   | 62         | 2          |                 | 3               | 0               |                    | -                  | -                  |             | -           | -           | 65     | 2      |
| 1996-1997         | Cagliari          | A                 | 32+1       | 0          | CI              | 2               | 0               | -                  | -                  | -                  | -           | -           | -           | 35     | 0      |
| 1997-1998         | Fiorentina        | A                 | 16         | 0          | CI              | 6               | 0               | -                  | -                  | -                  | -           | -           | -           | 22     | 0      |
| 1998-gen. 1999    | Fiorentina        | A                 | 2          | 0          | CI              | 4               | 0               | CU                 | 1                  | 0                  | -           | -           | -           | 7      | 0      |
| Totale Fiorentina | Totale Fiorentina | Totale Fiorentina | 18         | 0          |                 | 10              | 0               |                    | 1                  | 0                  |             | -           | -           | 29     | 0      |
| gen.-giu. 1999    | Bologna           | A                 | 14+2       | 1+1        | CI              | 2               | 0               | Int+CU             | -                  | -                  | -           | -           | -           | 18     | 2      |
| 1999-2000         | Venezia           | A                 | 20         | 0          | CI              | 3               | 0               | -                  | -                  | -                  | -           | -           | -           | 23     | 0      |
| 2000-2001         | Venezia           | B                 | 34         | 5          | CI              | 6               | 0               | -                  | -                  | -                  | -           | -           | -           | 40     | 5      |
| 2001-2002         | Venezia           | A                 | 28         | 2          | CI              | 0               | 0               | -                  | -                  | -                  | -           | -           | -           | 28     | 2      |
| Totale Venezia    | Totale Venezia    | Totale Venezia    | 82         | 7          |                 | 9               | 0               |                    | -                  | -                  |             | -           | -           | 91     | 7      |
| 2002-2003         | Sampdoria         | B                 | 28         | 2          | CI              | 2               | 0               | -                  | -                  | -                  | -           | -           | -           | 30     | 2      |
| 2003-2004         | Sampdoria         | A                 | 30         | 0          | CI              | 0               | 0               | -                  | -                  | -                  | -           | -           | -           | 30     | 0      |
| 2004-gen. 2005    | Sampdoria         | A                 | 0          | 0          | CI              | 0               | 0               | -                  | -                  | -                  | -           | -           | -           | 0      | 0      |
| Totale Sampdoria  | Totale Sampdoria  | Totale Sampdoria  | 58         | 2          |                 | 2               | 0               |                    | -                  | -                  |             | -           | -           | 60     | 2      |
| gen.-giu. 2005    | Parma             | A                 | 8          | 0          | CI              | 0               | 0               | CU                 | 2                  | 0                  | -           | -           | -           | 10     | 0      |
| Totale carriera   | Totale carriera   | Totale carriera   | 306        | 15         |                 | 28              | 0               |                    | 3                  | 0                  |             | -           | -           | 337    | 15     |

### Cronologia presenze e reti in nazionale
| Cronologia completa delle presenze e delle reti in nazionale ― Italia | Cronologia completa delle presenze e delle reti in nazionale ― Italia | Cronologia completa delle presenze e delle reti in nazionale ― Italia | Cronologia completa delle presenze e delle reti in nazionale ― Italia | Cronologia completa delle presenze e delle reti in nazionale ― Italia | Cronologia completa delle presenze e delle reti in nazionale ― Italia | Cronologia completa delle presenze e delle reti in nazionale ― Italia | Cronologia completa delle presenze e delle reti in nazionale ― Italia |
| Data                                                                  | Città                                                                 | In casa                                                               | Risultato                                                             | Ospiti                                                                | Competizione                                                          | Reti                                                                  | Note                                                                  |
| --------------------------------------------------------------------- | --------------------------------------------------------------------- | --------------------------------------------------------------------- | --------------------------------------------------------------------- | --------------------------------------------------------------------- | --------------------------------------------------------------------- | --------------------------------------------------------------------- | --------------------------------------------------------------------- |
| 18-2-2004                                                             | Palermo                                                               | Italia                                                                | 2 – 2                                                                 | Rep. Ceca                                                             | Amichevole                                                            | -                                                                     | 79’                                                                   |
| Totale                                                                |                                                                       | Presenze                                                              | 1                                                                     |                                                                       | Reti                                                                  | 0                                                                     |                                                                       |

## Programmi televisivi
- Il Quizzone (Italia 1, 1998) – concorrente
- Miss Italia (Rai 1, 1999) – giurato
- Festival di Sanremo (Rai 1, 2000, 2001) - ospite
- Mai dire Gol (Italia 1, 2004) – opinionista
- La talpa 2 (Italia 1, 2005) – inviato
- Buona Domenica (Canale 5, 2006-2008) – co-conduttore
- Quelli che il calcio (Rai 2, 2009-2011) – commentatore tecnico
- Ballando con le stelle 5 (Rai 1, 2009) – concorrente
- Jump! Stasera mi tuffo (Canale 5, 2013) – concorrente
- Grande Fratello VIP 1 (Canale 5, 2016) – concorrente
- L'isola dei famosi 12 (Canale 5, Italia 1, 2017) – inviato
- Temptation Island VIP 1 (Canale 5, 2018) – concorrente
- L'isola dei famosi 14 (Canale 5, 2019) – concorrente
- Grande Fratello VIP 5 (Canale 5, 2020) – concorrente